# Derby de Calcutta
Le derby de Calcutta est le nom donné au derby entre les clubs du Mohun Bagan et de l'East Bengal. Cette rivalité se réfère à l'antagonisme entre les principaux clubs de la ville de Calcutta, en Inde.
C'est l'East Bengal qui mène au bilan des confrontations, malgré le fait que les chiffres font souvent l'objet de contestations d'un côté comme de l'autre.
Le palmarès des deux clubs confirme cet avantage : en effet, l'East Bengal a remporté 40 titres dans les compétitions nationales, alors que le Mohun Bagan en a remporté 38.

## Histoire
La première confrontation entre les deux clubs remonte à l'année 1925 et se termine par une victoire de l'East Bengal, 1-0.

## Statistiques

### Palmarès
| Compétition | Mohun Bagan | East Bengal |
| ----------- | ----------- | ----------- |
| Championnat | 3           | 3           |
| Coupe       | 12          | 7           |
| Supercoupe  | 2           | 3           |
| Trophée IFA | 21          | 27          |
| Total       | 38          | 40          |

## Matchs
| Date | N° | Rencontre               | Score | Compétition             | Ref.  |
| ---- | -- | ----------------------- | ----- | ----------------------- | ----- |
| 1925 | 1  | East Bengal-Mohun Bagan | 1-0   | Championnat de Calcutta | [ 2 ] |